# بن كاردين
بنجامين لويس كاردين (بالإنجليزية: Benjamin Louis Cardin)‏ هو سياسي أمريكي من الحزب الجمهوري ولد في يوم 5 أكتوبر 1943 في بلتيمور في ميريلاند. حصل على بكلوريوس الفنون من جامعة بيتسبرغ. هو عضو في مجلس الشيوخ الأمريكي كممثل عن ولاية ميريلاند منذ سنة 2007. وهو عضو سابق في مجلس النواب من 1987 إلى سنة 1987.